# Bolinderska palatset

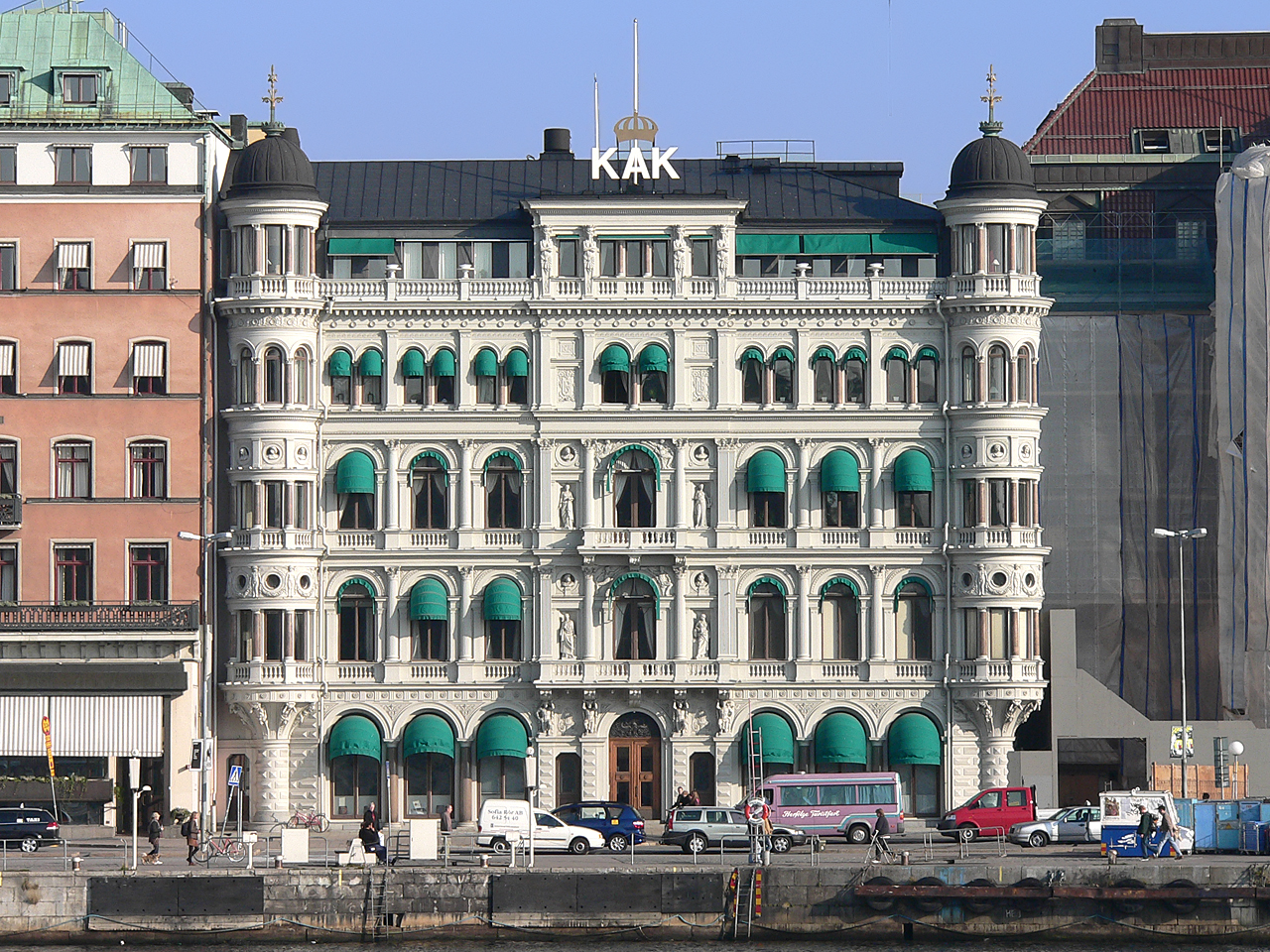
Bolinderska palatset

Bolinderska palatset, eller Bolinderska huset, ligger vid Södra Blasieholmshamnen i Stockholm och gränsar till Grand Hôtels huvudbyggnad och Burmanska huset.
Palatset uppfördes av byggmästaren Evald Thavenius som luxuöst hyreshus 1874–1877 för industrimannen Jean Bolinder (1813–1899) efter arkitekt Helgo Zettervalls ritningar. 1889 blev byggnaden en del av Grand Hôtel. Kungliga Automobilklubben övertog byggnaden 1929 och hade där sina lokaler till 1970 då den såldes tillbaka till Grand Hôtel. Automobilklubben hyrde sedan lokaler i huset 1970–1976 och 1995–2011.
Palatset är idag en del av Grand Hôtel som inrett konferens- och sällskapsrum i de gamla paradvåningarna. I den nedre delen av fastigheten har Mathias Dahlgren haft restaurang sedan 2007, först i form av Restaurang Mathias Dahlgren och senare Seafood Gastro, bland annat.
Fastigheten är blåmärkt av Stadsmuseet i Stockholm vilket innebär att den representerar "synnerligen höga kulturhistoriska värden".

## Arkitektur

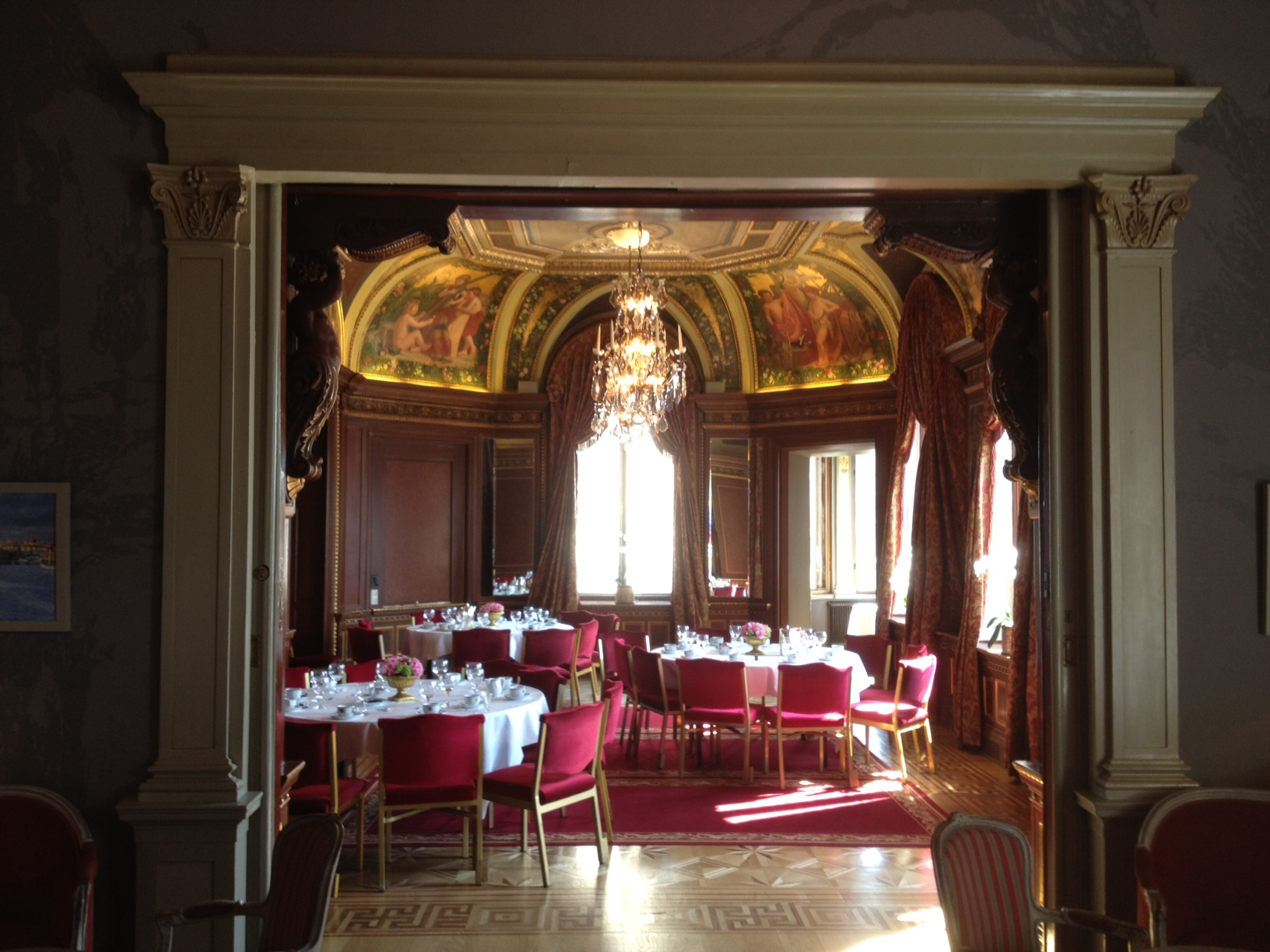
Vy mot Mårten Eskils Winges rum.

Med inspiration från renässans- och barockpalatsen i Venedig ritade Zettervall huset som ett senrenässanspalats i fyra våningar och en attikavåning. Närliggande förebilder är Ca' Pesaro och Ca' Rezzonico som äger liknande varianter av loggiasystem i fasaduppbyggnden. 
Karaktäristiskt för Bolinderska palatsets fasad är de i sidorna hängande hörntornen, så kallade toureller, och den rikt dekorerade fasaden i ljust gråmålad stuck.
Planen är T-formad och innehåller en bostadsdel bestående av 2 paradvåningar om 13 rum och en tredje med 10 rum. I attikavåningen fanns 7 rum avsedda att tjäna som konstgalleri.
Bottenvåningen upptogs av butikslokaler. 
Bottenvåningens fasad har en skarpt skulpterad diamantrusticering, och mellan de väl tilltagna butiksfönstren står polerade doriska granitkolonner som i mindre skala även återfinns på husets hörntorn som fönsterdelare. I den ena av butikslokalerna hade Bolinders Mekaniska Verkstad försäljningen medan den andra inrymde det på sin tid berömda Indiska Caféet med inredningar i orientalisk stil ritad av arkitekten Ture Stenberg. Även Rörstrand hade en tid butik i huset.
De två större paradvåningarna markeras tydligt i fasaden i form av de tidigare nämnda loggialiknande avsnitten med korintiska kolonner mellan höga, rundbågade fönster. Undertill uppbärs fönstren av små balustrader. Våningen högst upp har mindre dubbla rundbågiga fönster sammankopplade av kolonner. Den övre av paradvåningarna beboddes av byggherren Jean Bolinder själv, medan den nedre var bostad åt "brännvinskungen" L.O. Smith.
Mittpartiet markeras genom en smal risalit vars krön är en platt attika ursprungligen prydd med gjutjärnsurnor. I anslutning till mittpartiets två balkonger, där den undre uppbärs av fyra atlanter, finns i nischer allegoriska skulpturer i form av kvinnogestalter: Arkitekturen, Litteraturen, Musiken och Konsten. Vidare porträtteras i små runda nischer de fyra världsdelarna Europa, Asien, Amerika och Afrika med fyra manliga byster. Dessa liksom övrig skulptural dekor tros vara utförda av skulptören Frithiof Kjellberg som även utfört frisen på det närliggande Jernkontorets byggnad vid Kungsträdgården.
För den inre utsmyckningen anlitades framstående konstnärer, bland andra Mårten Eskil Winge och en ung Carl Larsson som utfört plafondmålningar föreställande Sanningen, Skönheten och Godheten. Helhetsansvaret hade dock dekorationsmålaren Svante Thulin som bland annat utfört arbeten på Universitetshuset i Lund och det i Uppsala och Allhelgonakyrkan i Lund.

## Galleri

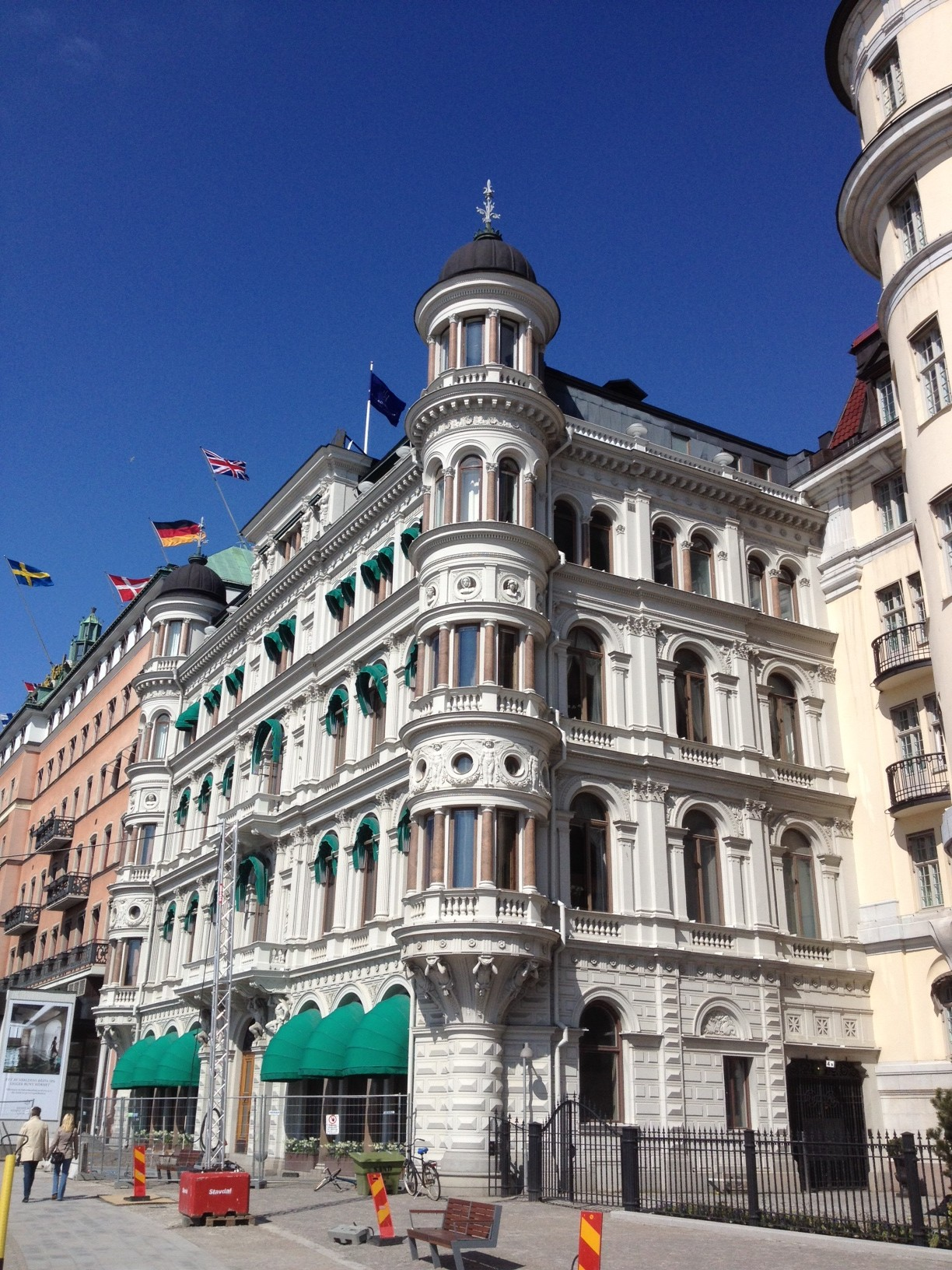
Fasaden sedd från Nationalmuseum.
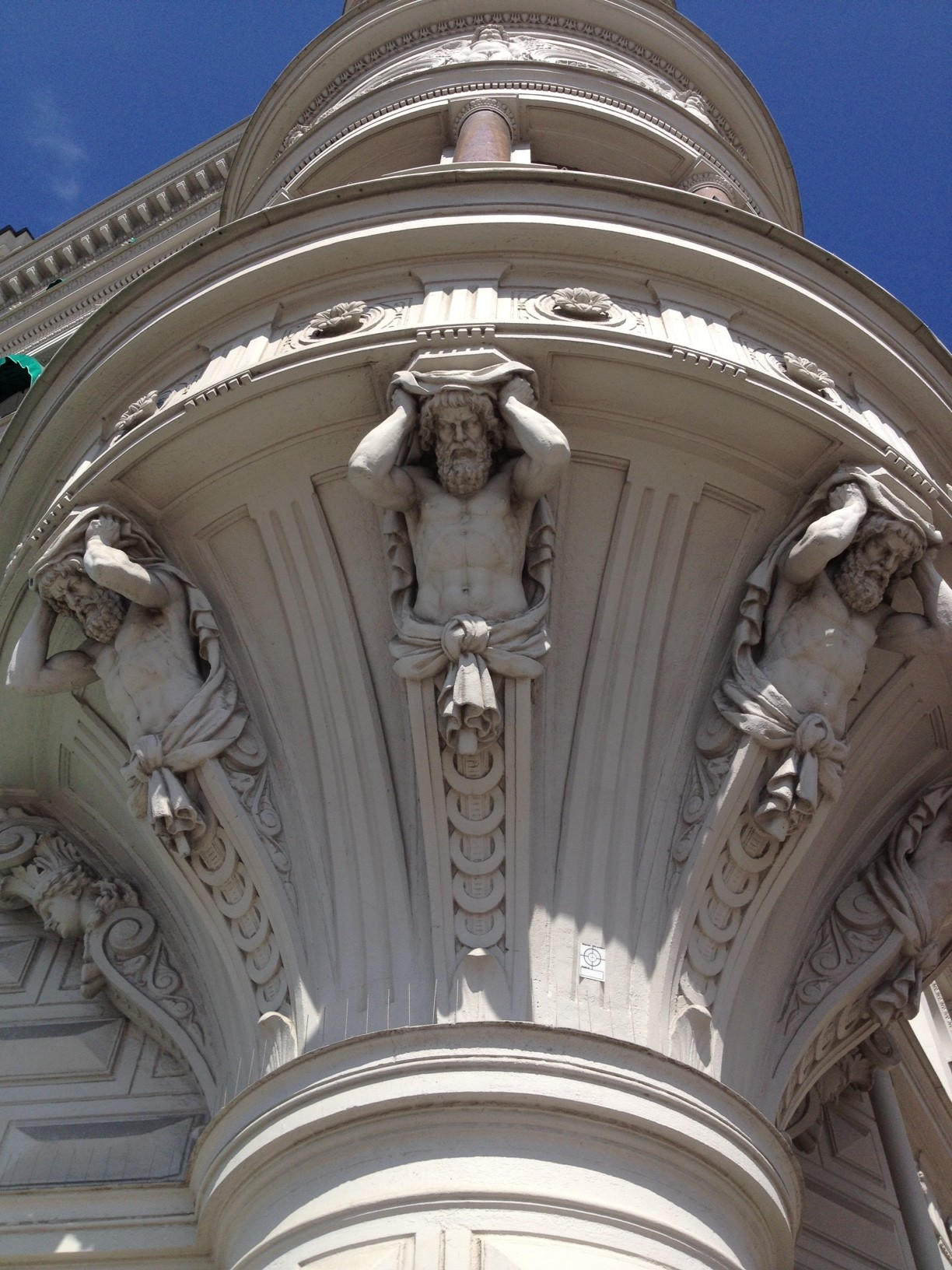
Detalj av hörntornens atlanter.
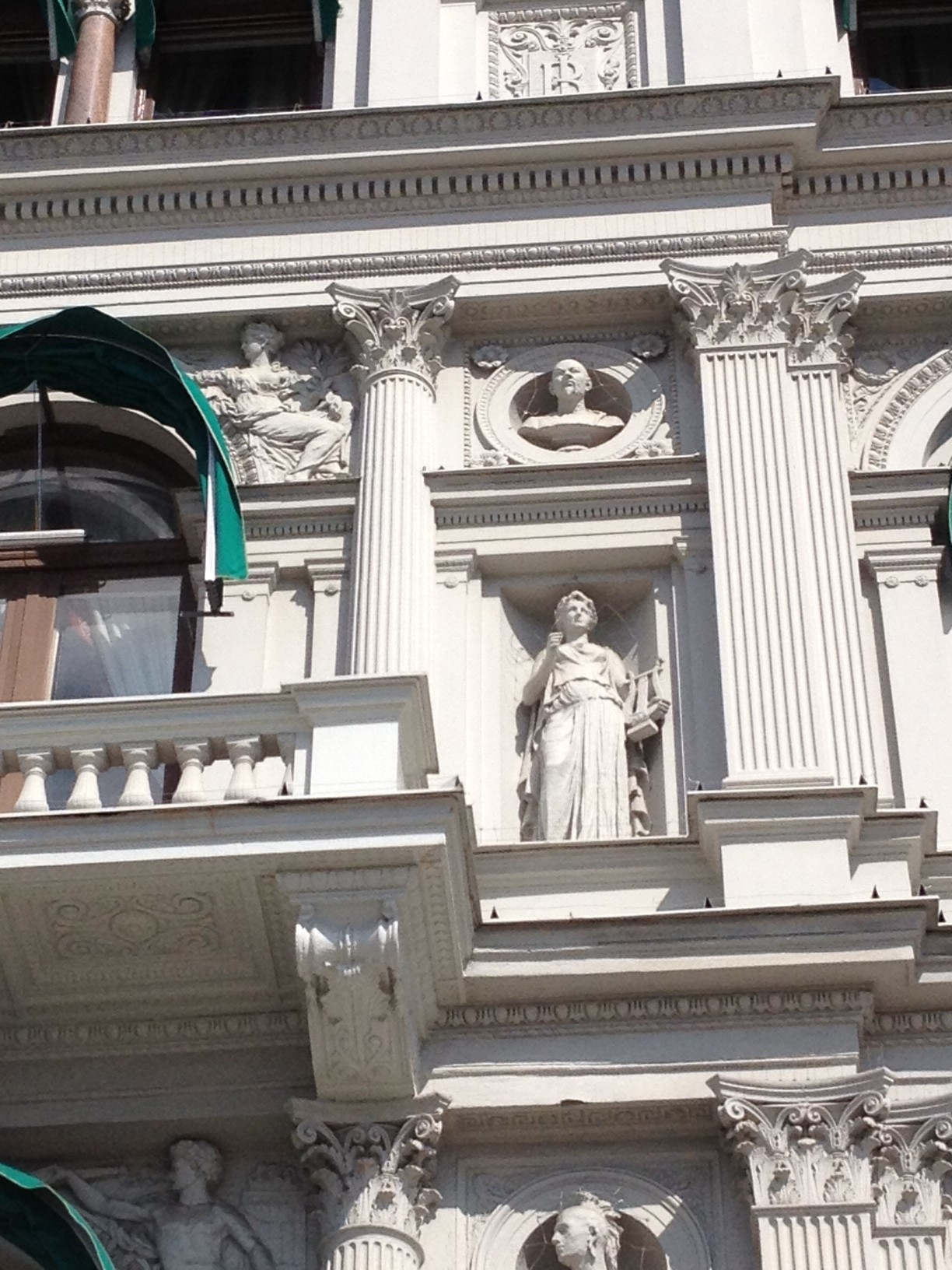
Detalj av fasadskulpturerna, här en allegori över musiken.
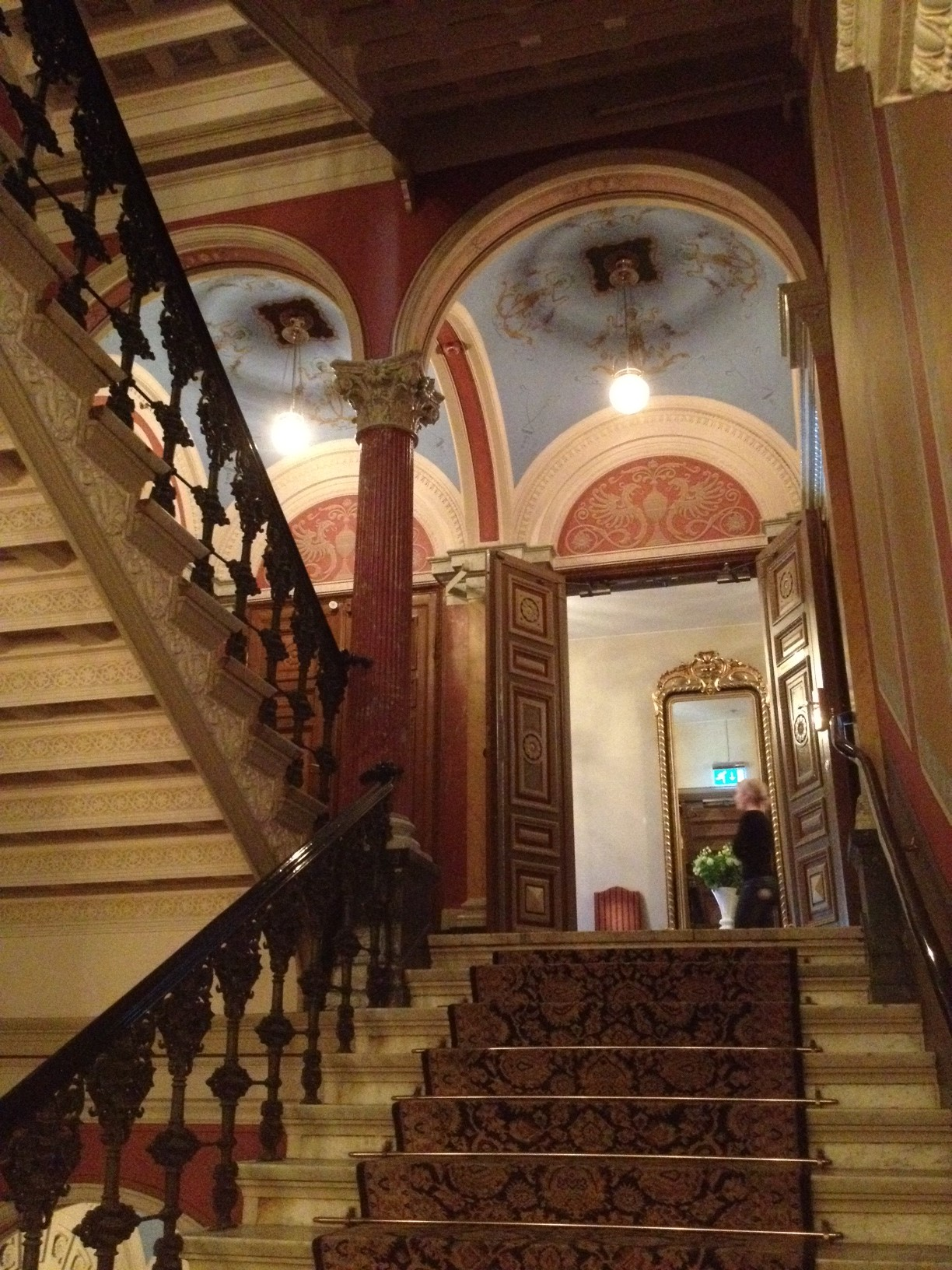
Trapphuset.
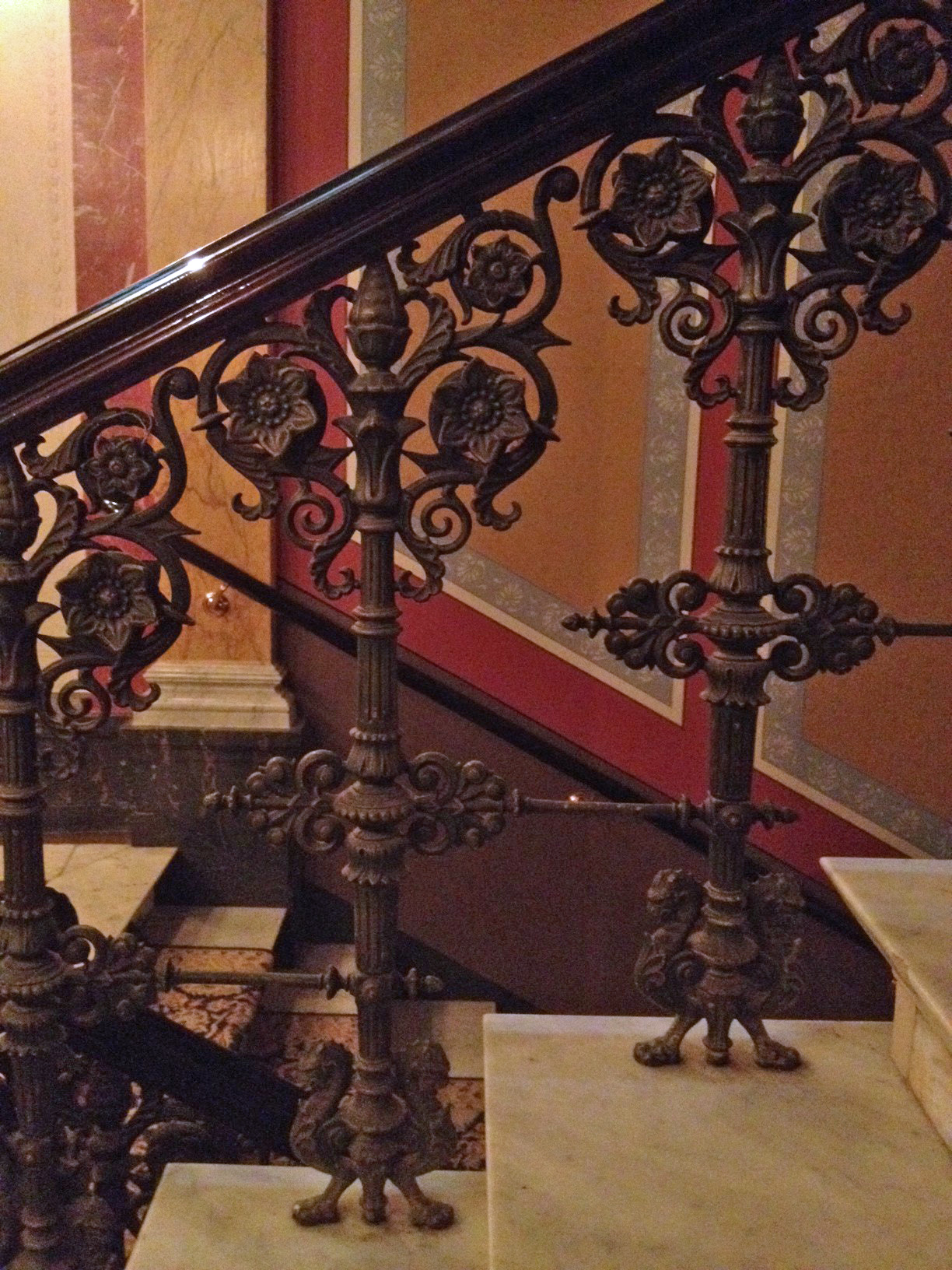
Det sirligt utformade trappräcket.
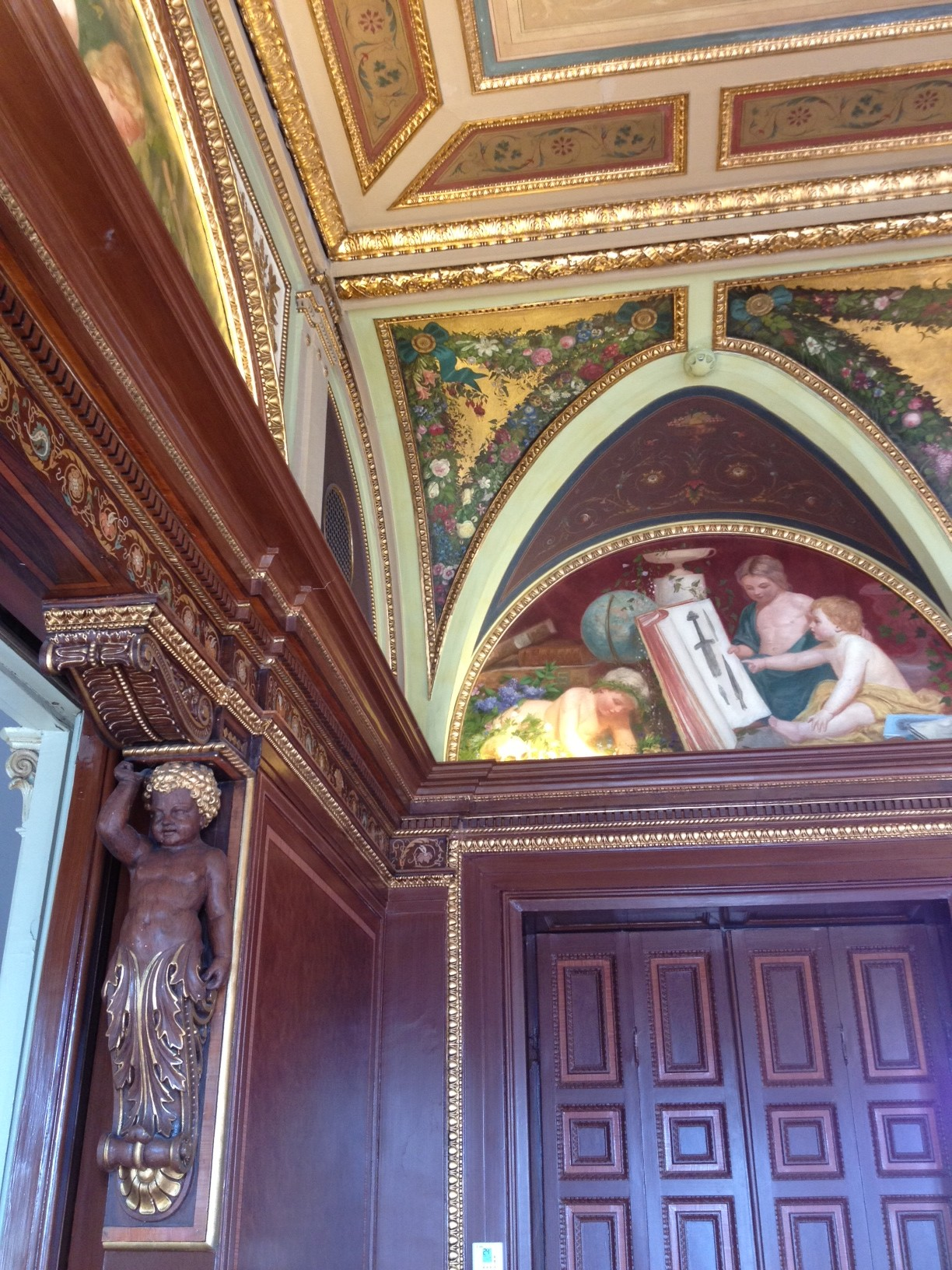
Detalj av takmålningarna i Mårten Eskils Winges rum.